# Kärnäjärvi
Kärnäjärvi är en sjö i kommunen Puumala i landskapet Södra Savolax i Finland. Sjön ligger 75,9 meter över havet. Arean är 51 hektar och strandlinjen är 4,69 kilometer lång. Sjön  ingår i Vuoksens huvudavrinningsområde.   Den ligger omkring 38 kilometer sydöst om S:t Michel och omkring 220 kilometer nordöst om Helsingfors. 